# Anacamptoneurum arabicum
Anacamptoneurum arabicum är en tvåvingeart som först beskrevs av Becker 1910.  Anacamptoneurum arabicum ingår i släktet Anacamptoneurum och familjen fritflugor. Inga underarter finns listade i Catalogue of Life.